# Dibanda
Dibanda ou Liwanda est une localité du Cameroun, située dans l'arrondissement de Buéa, le département du Fako et la région du Sud-Ouest.

## Géographie
La localité est située sur la route nationale 8 à 8,1 km au  sud-est du chef-lieu communal Buéa. 

## Population
En 1953, Dibanda avait 106 habitants. En 1968, Dibanda comptait 252 habitants, principalement des Bakweri. Lors du recensement de 2005, on a dénombré 1677 personnes.

## Éducation
La localité compte un établissement d'enseignement secondaire, le CES de Dibanda.